# Internacional Karate-Do Gojukai Association
International Karatedo Gojukai Association (IKGA) é uma escola de caratê Goju-Ryu fundada por Gogen Yamaguchi  (1909 –1989). A linhagem teve origem na Universidade de Ritsumeikan, na ilha principal do Japão.

## História
Jitsumi Gogen Yamaguchi foi um professor de Karate Goju-ryu, aluno do fundador do estilo, Chojun Miyagi. Fundou a International Karatedo Goju Kai Association (IKGA).
Começou o estudo do Karatedo com o Sensei Takeo Maruta depois que sua família mudou-se para Kyoto. Maruta foi um carpinteiro de profissão e aluno do lendário Chōjun Miyagi de Okinawa. Gogen Yamaguchi estudou diretamente com Chojun Miyagi, mais tarde, em 1929.
Depois de formar-se na universidade Ritsumeikan, em Quioto, em 1934, Gogen Yamaguchi introduziu o Jiyu-kumite, que tornou-se conhecido hoje como o esporte Karate. Em 1935 ele oficialmente fundou a All Japan Karate-dō Gōjū-kai, Associação que mais tarde dividiu-se em JKF Gojukai e a J. K. G. A. Também em 1935 Gōgen começou suas viagens com o governo Japonês como um oficial de inteligência e de seu primeiro filho Norimi Gōsei Yamaguchi nasceu (Gōsei é o atual líder do Gōjū-kai EUA).
Gogen Yamaguchi estabeleceu a sede da Goju-kai em Suginami-ku, Tóquio, Japão. Por volta de 1950, a sede foi oficialmente transferida para a escola Suginami em Tóquio o que contribuiu para a quase triplicação de associados, 450.000, de acordo com sua autobiografia. Cinco anos mais tarde foi oficialmente fundada a International Karatedo Gojukai Association (I. K. G. A). Mais Tarde, em 1964, Gogen Yamaguchi, juntamente com outros membros fundadores, Otsuka Hironori da Wado-ryu; Masatoshi Nakayama do Shotokan; Kenei Mabuni e Iwata Manzao da Shito-ryu, unificaram todos os dojo de Karate no Japão para formar o All Japan Karate-dō Federation que ainda está em existência hoje como a Japan Karate Federation (JKF).
A IKGA é hoje presidida pelo filho de Gogen Yamaguchi o Saiko Shihan Goshi Yamaguchi que segue com a divulgação e desenvolvimento da escola como a criação dos seus Tokutei Gata demonstram.

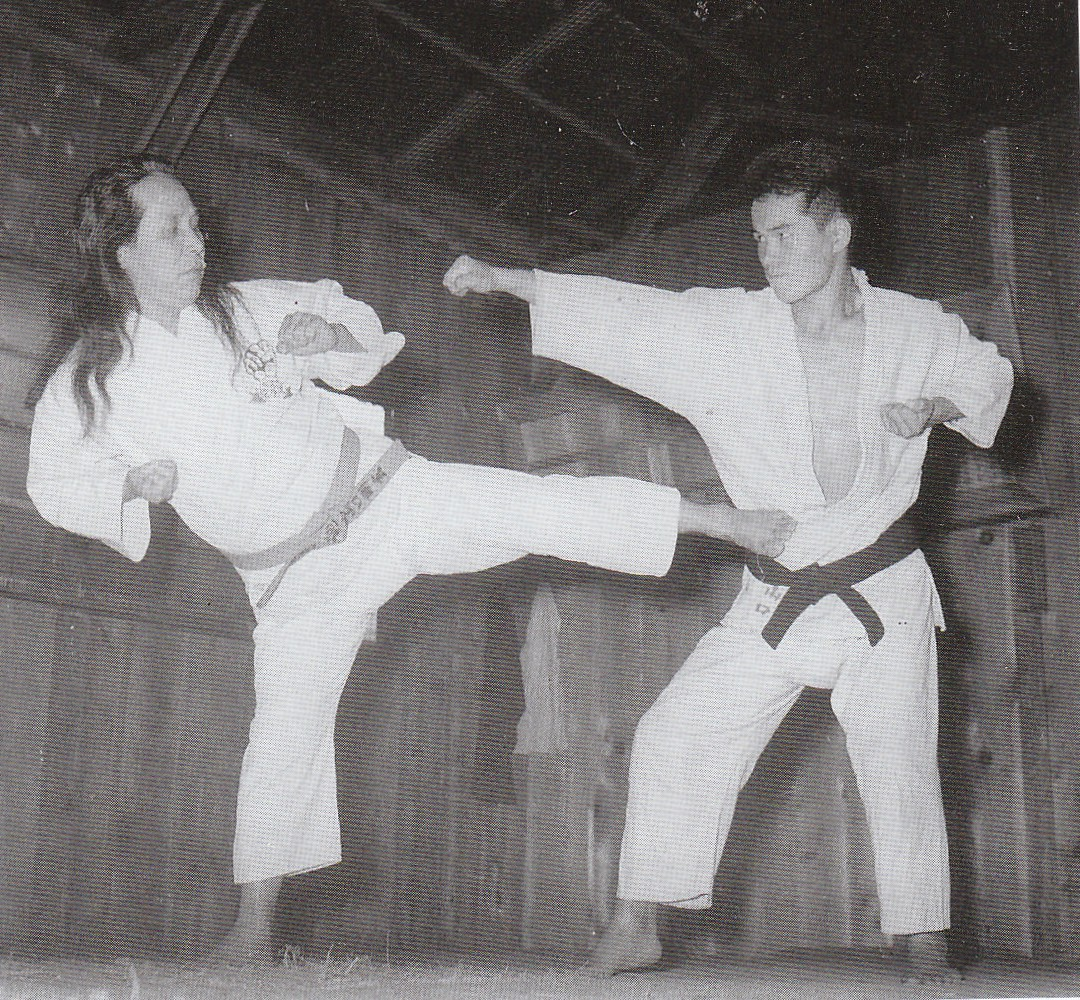
Gogen Yamaguchi e Goshi Yamaguchi

## Currículo

### Kata
A IKGA Goju-kai possui alguns kata próprios adicionados as doze kata Goju Ryu. Estes kata são treinados somente pelos karatekas pertencentes a IKGA. A série Taikyoku foi criada por Gogen Yamaguchi e os dez kata desta série são denominados Fukyu gata, que significa que são kata de propagação e promoção do karate. Também foram adicionados ao currículo da Goju-kai por Goshi Yamaguchi os Tokutei gata. São quatro kata que só podem ser aprendidos por karatekas da IKGA que alcançaram o nível de Shihan. Outros quatro Tokutei gata estão sendo desenvolvidos pelo Saiko Shihan Goshi Yamaguchi.
- Fukyu gata
  - Taikyoku Jodan Ichi
  - Taikyoku Jodan Ni
  - Taikyoku Chiudan Ichi
  - Taikyoku Chiudan Ni
  - Taikyoku Gedan Ichi
  - Taikyoku Gedan Ni
  - Taikyoku Kake Uke Ichi
  - Taikyoku Kake Uke Ni
  - Taikyoku Mawashi Uke Ichi
  - Taikyoku Mawashi Uke Ni
  - Gekisai Dai Ichi
  - Gekisai Dai Ni
- Kihon gata
  - Sanchin
  - Tensho
- Kaishu gata
  - Saifa
  - Seyunchin
  - Shisochin
  - Seisan
  - Sanseru
  - Seipai
  - Kururunfa
  - Suparinpei
- Tokutei Gata
  - Genkaku
  - Chikaku
  - Koryu
  - Tenryu
- Tokutei gata em desenvolvimento
  - Tenkaku
  - Kokaku
  - Chiryu
  - Genryu

### Kihon
Kihon Ido Ichi
1 - Jodan Uke em Sanchin Dachi
2 - Chudan Uke em Zenkutsu Dachi
3 - Gedan Barai em Shiko Dachi Shakaku
4 - Yoko Uke Shita Barai em Sanchin Dachi
Sanchin Dachi No Kamae Oi Tsuki Hidari (postura de transição) 
5 - Jodan Zuki em Sanchin Dachi 
6 - Chudan Zuki em Zenkutsu Dachi
7 - Chudan Zuki em Shiko Dachi Chakaku
8 - Hiji Ate em Zenkutsu Dachi
9 - Chudan Zuki em Shiko Dachi Chokaku
Sanchi Dachi Morote Kamae (postura de transição)
10 - Mae Geri em Sanchin Dachi
11 - Mae Geri em Zenkutsu Dachi
12 - Mawashi Geri em Han Zenkutsu Dachi
13 - Kansetsu Geri em Shiko Dachi Shakaku
Kihon Ido Ni
1 - Jodan Uke / Gyaku Zuki Chudan em Sanchin Dachi
2 - Chudan Uke / Gyaku Zuki Jodan em Zenkutsu Dachi
3 - Gedan Barai / Gyaku Zuki Chudan em Shiko Dachi Shakaku
4 - Yoko Uke Shitabarai / Morote Zuki em Sanchin Dachi
Seiken Tsuki No Kamae Sanchin Dachi Hidari (postura de transição)
5 - Gyaku Tsuki / Mae Geri em Sanchin Dachi
6 - Mae geri / Oi Tsuki em Zenkutsu Dachi
7 - Hiji Ate / Yonhondosa em Shiko Dachi Shakaku
8 - Hiji Ate / Gyaku Tsuki em Zenkutsu Dachi
9 - Tetsui / Ura Ken Uchi em Shiko Dachi Chokaku 
Sanchi Dachi Kumite No Kamae Hidari:
10 - Kizami Geri / Mawashi Geri em Sanchin Dachi
11 - Mae Geri / Hiji Ate / Yondosa em Zenkutsu Dachi
12 - Sokuto Geri / Gyaku Zuki em Han Zenkutsu Dachi
13 - Kansetsu Geri / Age Tsuki / Yondosa em Shiko Dachi Shakaku
Kihon Oyo Ido
1 - Sanchin Dachi SanBon Renzoku Zuki
2 - Sanchin Dachi Jodan Uke / Chudan Zuki, Mae Geri
3 - Suriashi Dachi, Uchi Uke / Jodan Hiki Zuki (Ayumi ashi - avançando com o pé de trás)
4 - Suriashi Dachi, Ura Uchi / Chudan Hiki Zuki (Yoriashi - avançando com o pé da frente)
5 - Suriashi Dachi, Mae Geri / Renzuki (Oi Zuki, Gyaku Zuki)
Moto Dachi Kumite No Kamae (postura de transição)
6 - Moto Dachi / Tsugiashi Renzuki
7 - Moto Dachi / Ayumiashi Renzuki
8 - Moto Dachi / Tsugiashi Mae Geri / Renzuki
9 - Moto Dachi / Hiki Ayumiashi / Chokaku Seiken Zuki / Sokuto Geri
10 - Moto Dachi / Yoriashi Ura Uchi / Gyaku Zuki / Mae Geri
11 - Moto Dachi / Kizami Mawashi Geri / Mae Geri / Oiashi Renzuki

## Representantes
- Brasil - IKGA Brasil -Luiz Kotsubo[7]
- Portugal - Associação de Karate Goju Portugal - Alberto von Doellinger Ramos[7]